# Das Lied von der Erde
Das Lied von der Erde er en symfonisk sangcyklus af Gustav Mahler for tenor (evt. baryton), alt og orkester komponeret i årene 1907-08 og udgivet 1911. Uropført 20. november 1911 i München under ledelse af Bruno Walter, solister: Madame Charles Cahier (alt) og William Miller (tenor). Sangteksterne er kinesiske digte af bl.a. Li Po (701-762) og Qian Qi (700-tallet), der er oversat til tysk af Hans Bethge(1876-1946) og udgivet i samlingen Die chinesische Flöte. 
Varighed: 65 min.
Besætning: 
Piccolofløjte/ 3 fløjter med piccolofløjte/ 3 oboer med engelskhorn / 4 klarinetter / basklarinet/ 3 fagotter med kontrafagot / 4 horn / 3 trompeter / 3 basuner / bastuba /pauker / 3 janitscharer: klokkespil, triangel, tamburin, tam-tam / celeste /mandolin / 2 harper / 1. violiner / 2. violiner / bratscher / celli / kontrabasser.

## Satser
- Das Trinklied vom Jammer der Erde (Li Po) Drikkevise om jordens jammer. Mennesket er intet i denne verden, derfor spil din lut og syng. Linjen Dunkel ist das Leben, ist er Tod gentages mange gange.
- Der Einsame im Herbst (Qian Qi) Den ensomme om efteråret. I den bølgende tåge visner naturen og i det ensomme menneskes hjerte har efteråret holdt sit indtog. [1]
- Von der Jugend (Li Po) Om ungdommen. Den gamle tænker tilbage på sin ungdomstid med venner, der snakker sammen, digter og drikker te i pavillonen.
- Von der Schönheit (Li Po) Om skønheden. Den gamle drømmer sig tilbage til skønhedens tid med unge piger der plukker blomster og smukke drenge der tumler af sted på heste.
- Der Trunkene im Frühling (Li Po) Den berusede om foråret. Den der ikke kan glædes over naturens storhed ved forårstid, drikker og sover og synger for at glemme den jordiske tilværelse.
- Der Abschied (Mong Kao Yen og Wang Wei) Afskeden. De trætte mennesker går hjem for at lære, hvad der er lykke og ungdom. Når foråret kommer, vil jorden atter blomstre op. Ordet Ewig gentages og bliver svagere og svagere, og det slutter med et langt forudhold som en gåde, der forbliver uløst.